# René Sarvil
Pour les articles homonymes, voir Crescenzo.
De son vrai nom René Crescenzo, René Sarvil est un parolier et acteur français, né le 18 janvier 1901 à Toulon et mort le 31 mars 1975 à Marseille.

## Biographie
Fils d'un immigré italien, René Crescenzo passe son enfance à Marseille, lieu de ses débuts, amateur dès l'âge de 15 ans, puis monte à Paris en 1930 où il fait carrière. 
Il y rencontre d'abord l'humoriste Pierre Dac, dont il écrira les sketches pour son spectacle au cabaret de La Lune Rousse, puis l'acteur Alibert, qui lui propose de créer ensemble une « revue marseillaise », et enfin le compositeur Vincent Scotto, avec qui la collaboration durera de nombreuses années, et produira d'innombrables succès (la chanson La Canebière, Un de la Canebière, etc.).
La famille de sa mère d’origine génoise est installée depuis le début du XIXe siècle dans les vieux quartiers de Marseille, rue Torte, avant de retourner à La Ciotat. Cette filiation lui transmet une parfaite connaissance du monde des marins et des pêcheurs, dont il s’est fait le chroniqueur au second degré. Il connaît bien le parler marseillais et comprend le provençal que parle une de ses grand-mères. Sa femme Juliette Saint-Giniez, petite-fille d’un Capoulé di Tambourinaïre félibréen du Var, ami de Mistral né en 1830 et décédé en 1914, lui apporte en dot l’autre partie de ce qui constituera l’ossature de leur parfaite maîtrise de la culture de la Provence littorale. Toutes ces influences contribuent à donner un caractère traditionnel à ce qui va devenir Les Opérettes Marseillaises.
Parolier, auteur d’un millier de chansons sur 50 années de carrière, il écrit pour les plus grands de l’époque : Félix Mayol, Maurice Chevalier, Fernandel, Tino Rossi, Édith Piaf, Marie Dubas, Reda Caire, etc.
Il excelle dans de nombreux domaines. Chansonnier sous contrat à la Lune Rousse de 1930 à 1936, il écrit tous les spectacles et les revuettes pour son complice Pierre Dac. Végétant, il n’en joue pas moins les utilités et le Marseillais de service, auprès des touristes rue de Clichy, lorsque Alibert vient le chercher pour écrire la Revue Marseillaise. Cette initiative installe définitivement le genre marseillais dans la capitale. Puis avec Vincent Scotto, ils créent ce qui restera la synthèse de la longue tradition de spectacles marseillais. Mais il n'abandonne pas Marseille où il est, dans les années 1940, l'auteur de plusieurs revues produites et ou co-écrite par Émile Audiffred et jouées à l'Odéon et à l'Alcazar.
Il produit les sept livrets et toutes les paroles des chansons de ce corpus qui entrera dans le patrimoine de la cité phocéenne, les Opérettes Marseillaises. Il est le co-auteur de la majorité des revues qui se jouent à Marseille entre 1939 et 1944 à l’Odéon de la Canebière (actuellement Théâtre Municipal de l'Odéon) (avec Audiffred, Raymond Vinci et Geo Koger, Alibert, entre autres....), ainsi que celles qui clôturent le cycle de l’Alcazar du Cours Belsunce (1951-1965) avant qu'il ne prenne en 1968 une retraite bien méritée aux Arcs-sur- Argens (Var).
En 1952, Marcel Pagnol lui donnera un rôle dans son film Manon des sources où il campe un gendarme qui se rêve président de tribunal.
Modeste malgré le succès de ses œuvres (un millier de textes de chansons en 50 ans de carrière), il est, selon son biographe et neveu Georges Crescenzo en collaboration avec le journaliste Michel Allione, « l'oublié de la Canebière ».

## Hommages posthumes
Son nom a été donné à une place en centre-ville, derrière ce qui fut l'entrée des artistes de l'ancien Alcazar, aujourd'hui adresse de la Bibliothèque municipale de la ville de Marseille, la place René Sarvil.

## Filmographie
- 1932 : Clochard de Robert Péguy
- 1932 : Toine de René Gaveau - uniquement musique -
- 1932 : Allo!...police! de Robert Péguy - court métrage -
- 1932 : Le Casque de fer de René Barberis - court métrage - également musique -
- 1932 : Le Mystère du château d'If de René Barberis - court métrage - également musique -
- 1933 : Au pays du soleil de Robert Péguy - également coscénariste et musique -
- 1934 : Trois de la marine de Charles Barrois - uniquement coscénariste et musique -
- 1934 : Le Billet de mille de Marc Didier : un soldat
- 1935 : Arènes joyeuses de Karl Anton - uniquement musique -
- 1935 : Marius et Olive à Paris de Jean Epstein - court métrage -
- 1936 : Le Grand Refrain d'Yves Mirande
- 1936 : L'École des journalistes de Christian-Jaque - également musique -
- 1937 : Un soir à Marseille de Maurice de Canonge - uniquement scénariste -
- 1937 : Titin des Martigues de René Pujol
- 1937 : Un de la Canebière de René Pujol : Girelle
- 1938 : Une de la cavalerie de Maurice Cammage
- 1939 : Les Gangsters du château d'If de René Pujol - également musique -
- 1940 : Le Roi des galéjeurs de Fernand Rivers : Flanelle - également musique -
- 1940 : Retour au bonheur de René Jayet - uniquement musique -
- 1941 : Notre-Dame de la Mouise de Robert Péguy : Julot
- 1941 : Fromont jeune et Risler aîné de Léon Mathot
- 1942 : Andorra ou les hommes d'airain d'Émile Couzinet : Cartemerle
- 1946 : Cyrano de Bergerac de Fernand Rivers
- 1949 : Les Joyeux conscrits (La Bataille du feu) de Maurice Cammage : Cazeneuve
- 1951 : Porte d'Orient de Jacques Daroy
- 1951 : Les Deux Gamines de Maurice de Canonge : Chambertin
- 1951 : Au pays du soleil de Maurice de Canonge : Chichois - également dialogues -
- 1952 : Sergil chez les filles de Jacques Daroy
- 1952 : Manon des sources de Marcel Pagnol : le brigadier
- 1953 : Une fille dans le soleil de Maurice Cam
- 1953 : Jeunes Mariés, de Gilles Grangier : le maire
- 1954 : Les Lettres de mon moulin : le chef (segment : "Les Trois messes basses")
- 1955 : Les Impures de Pierre Chevalier : monsieur Dominique
- 1955 : Le Port du désir d'Edmond T. Gréville
- 1955 : Le Couteau sous la gorge de Jacques Séverac
- 1956 : Trois de la Canebière de Maurice de Canonge : Charlot
- 1957 : Trois de la marine, de Maurice de Canonge - également coscénariste -
- 1957 : Le Naïf aux quarante enfants de Philippe Agostini
- 1958 : Vivent les vacances (Vive les vacances) de Jean-Marc Thibault et Jean Laviron
- 1958 : Arènes joyeuses de Maurice de Canonge : maître Arno - également musique -
- 1960 : Les Fortiches de Georges Combret - également scénario et dialogue -
- 1961 : La Belle Américaine de Robert Dhéry : le marinier
- 1963 : Seul... à corps perdu de Jean Maley

## Théâtre
- 1967 : Marius de Marcel Pagnol, mise en scène René Sarvil, Théâtre Sarah-Bernhardt, Théâtre des Ambassadeurs
- 1968 : Marius de Marcel Pagnol, mise en scène René Sarvil, Théâtre des Célestins